# باشگاه فوتبال ایست‌بورن تاون
باشگاه فوتبال ایست‌بورن تاون (به انگلیسی: Eastbourne Town Football Club) یک باشگاه فوتبال در شهر ایست‌بورن، کشور انگلستان است که در سال ۱۸۸۱ میلادی تأسیس شده‌است.